# Trio Futebol Clube
Trio Futebol Clube é um clube de futebol profissional sediado na cidade de Coronel Fabriciano, no Vale do Aço, MG.

## História
Foi fundado em 10 de outubro de 2012 e estreou no futebol profissional em 2013, disputando a Segunda Divisão do Campeonato Mineiro. Um de seus fundadores foi Marcelo Vieira, que já havia fundado, em 2008, o Fabriciano Futebol Clube, no mesmo município.
O Trio manda seus jogos no Estádio Louis Ensch, que pertence ao Social Futebol Clube, clube profissional de futebol da mesma cidade, que atualmente disputa o Módulo II da Primeira Divisão. Durante a disputa da Segunda Divisão de 2013, no entanto, o Trio precisou mandar parte de seus jogos no Estádio Israel Pinheiro, em Itabira, devido ao vencimento do laudo de engenharia do Louis Ensch e à impossibilidade de utilizar o Estádio Municipal João Lamego Netto, em Ipatinga, que também não contava com os laudos necessários.
Após a liberação do estádio, o Trio terminou sua primeira participação no futebol profissional jogando novamente no Louis Ensch, onde perdeu para o Valeriodoce de Itabira, por 2 a 1. A equipe ficou em penúltimo lugar no seu grupo e, portanto, não se classificou para a fase final do torneio.